# Aerolineas Argentinas

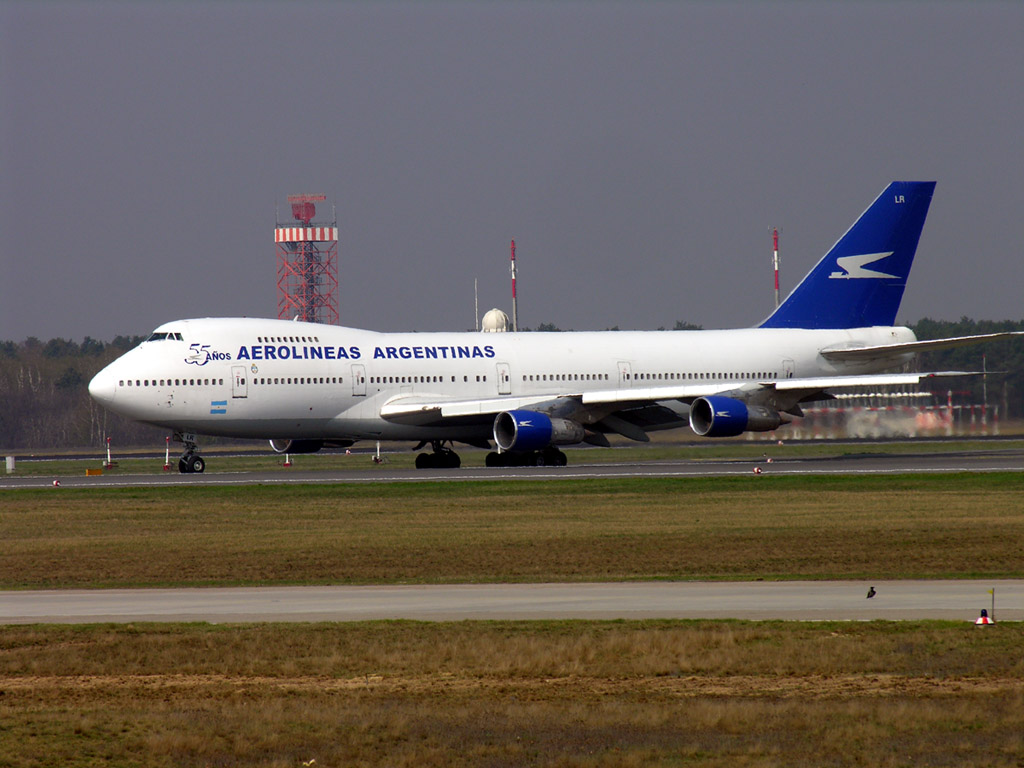
Ett Boeing 747-200 tillhörande Aerolíneas Argentinas lämnar Berlin-Tegel efter ett statsbesök 2005.

Aerolíneas Argentinas är ett argentinskt flygbolag, grundat 1950. Flygbolaget är Argentinas största och flyger till 56 olika destinationer världen över. De är också tillsammans med LAN Airlines de enda latinamerikanska flygbolag att flyga till Oceanien. 
År 1992 blev 76 passagerare magsjuka, och en 70-årig man dog till följd av magsjukan när felaktigt konserverade räkor fanns i lunchmaten.
Aviation Safety Network rapporterar 42 större eller mindre incidenter med flygbolaget sedan 1950.

## Flotta

### Nuvarande flotta
Den 20 december 2014 bestod Aerolineas Argentinas av följande flygplan:

### Historisk flotta
Flygbolaget har tidigare flugit bl.a.:
- Airbus A310
- Airbus A320
- Airbus A340-200
- Boeing 707
- Boeing 727-200
- Boeing 737-300
- Boeing 737-200
- Boeing 737-500
- Boeing 747-200
- Boeing 747-400
- Boeing 747SP
- Convair CV-240
- De Havilland Comet
- Douglas DC-3
- Douglas DC-4
- Douglas DC-6
- Fokker F-28 Fellowship
- Hawker-Siddeley HS 748
- McDonnell Douglas MD-88
- NAMC YS-11
- Sud Aviation Caravelle